# William Joseph Winter
William Joseph Winter (ur. 20 maja 1930 w Pittsburghu, Pensylwania) – amerykański duchowny katolicki, biskup pomocniczy Pittsburgha w latach 1988-2005.

## Życiorys
Święcenia kapłańskie otrzymał w dniu 17 grudnia 1955 i inkardynowany został do rodzinnej diecezji Pittsburgh. 
21 grudnia 1988 papież Jan Paweł II mianował go biskupem pomocniczym Pittsburgha ze stolicą tytularną Uthina. Sakry udzielił mu ówczesny zwierzchnik diecezji bp Donald Wuerl, późniejszy kardynał. Na emeryturę przeszedł 20 maja 2005.